# Tour della nazionale maschile di rugby a 15 del Sudafrica 2004
Tra le due edizioni della Coppa del Mondo 2003 e 2007 la nazionale sudafricana  di "rugby a 15", si è recata varie volte in tour, anche con le rappresentative minori

## 2004: Sud Africa A in Argentina
Tour degli "Emerging Springboks" in terra sudamericana
| Buenos Aires 6 novembre 2004 | Argentina A | 29 – 33 | Sudafrica A |  |

| Buenos Aires 9 novembre 2004 | Buenos Aires | 28 – 47 | Sudafrica A |  |

| Buenos Aires 13 novembre 2004 | Provincias Argentinas | 7 – 40 | Sudafrica A |  |

## 2004: in Europa e Sudamerica
Nel primo match contro il Galles, il Sudafrica soffre nel secondo tempo la rimonta dei Gallesi che, chiuso il primo tempo in svantaggio per 12-23 risalgono la china, favorita dall'espulsione temporanea di Schalk Burger e poi di un altro giocatore. Guidata da Stephen Jones, la squadra Gallese si porta sino al 23-22 dopo una meta di Gavin Henson. Il sudafrica però nel finale riprende in mano la partita realizzando due mete e lasciando rimontare il Galles nel finale.
Evitata la sconfitta nel primo match, questa arriva nel secondo, quando Ronan O'Gara realizza tutti i 17 punti dell'Irlanda. Ancora una volta gli Springboks pagano l'ìindisciplina dei loro giocatori, a cominciare da Schalk Burger, nuovamente colpito da un cartellino giallo, per ripetuti falli professionali.
Contro l'Inghilterra, priva di Jonny Wilkinson ormai cronicamente infortunato, l'Inghilterra, affidata ad Andy Robinson risorge e conquista il successo con un grande Charlie Hodgson autore di 27 dei 32 punti. La strada che porterà il Sudafrica alla vittoria mondiale è ancora lunga.
La settimana dopo la Scozia viene travolta grazie in particolare ad un grande Bryan Habana.
Il tour si chiude con una facile vittoria contro l'Argentina che ha lasciato in Europa i migliori giocatori impegnati con i club.

### Risultati
| Cardiff 6 novembre 2004 | Galles | 36 – 3 | Sudafrica | Millennium |

| Dublino 13 novembre 2004 | Irlanda | 17 – 12 | Sudafrica | Lansdowne Road |

| Londra 20 novembre 2004 | Inghilterra | 7 – 60 | Sudafrica | Twickenham |

| Edimburgo 27 novembre 2004 | Scozia | 10 – 0 | Sudafrica |  |

| Roma 4 dicembre 2004 | Italia | 7 – 39 | Sudafrica | Stadio Flaminio |